# ونگژتسه (استان لهستان کوچک‌تر)
ونگژتسه (به لاتین: Węgrzce) یک روستا در لهستان است که در گمینا ژلونکی واقع شده‌است. ونگژتسه  ۱٬۴۰۰ نفر جمعیت دارد.